# Albert Villaró

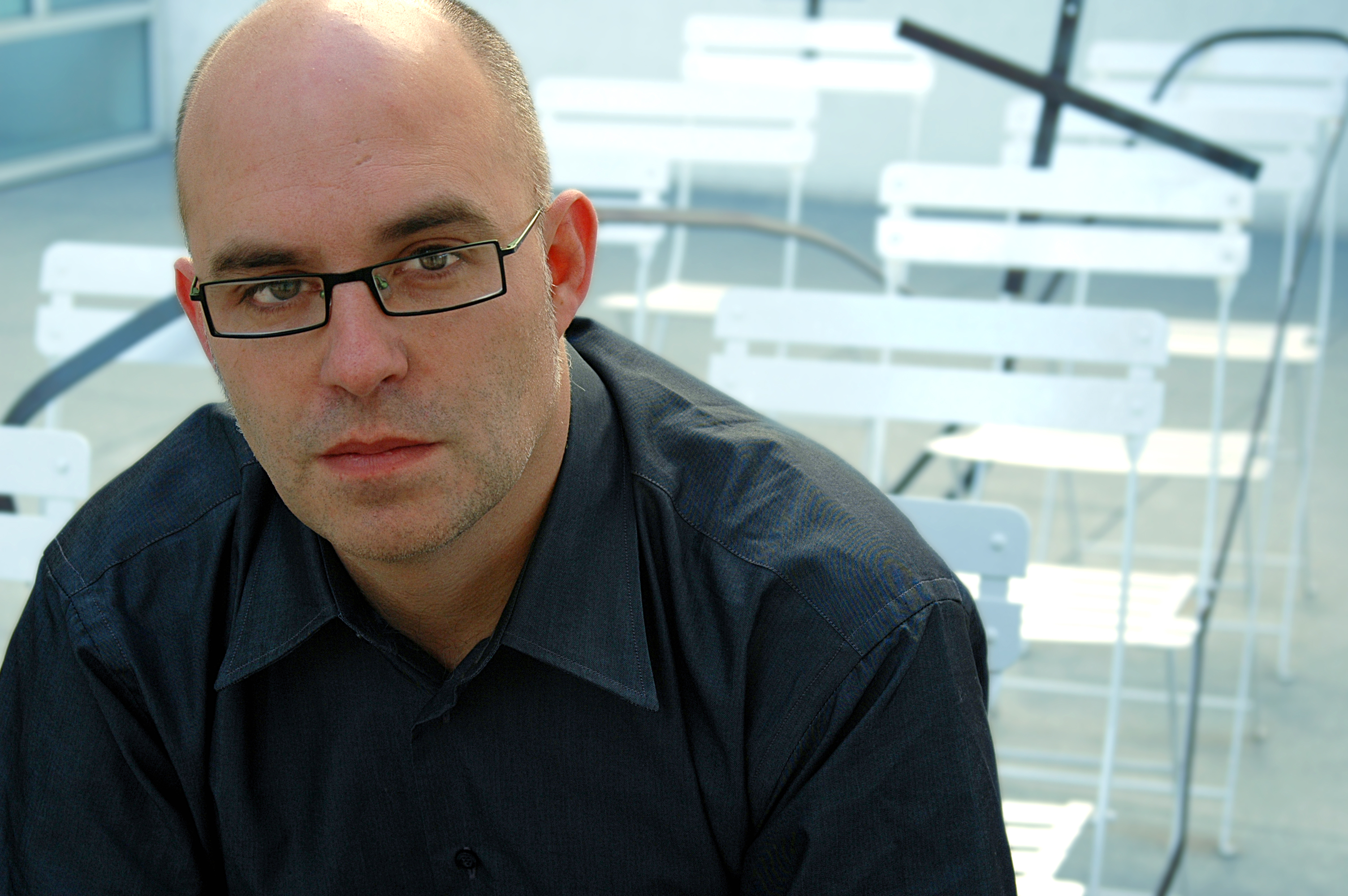
Albert Villaró

Albert Villaró (* 1964 in La Seu d’Urgell) ist ein andorranischer Schriftsteller. Von der Ausbildung her Mediävist, arbeitet er als Archivar und Archäologe. Er ist Kolumnist in den Zeitungen Segre und Diari d’Andorra und veröffentlicht in weiteren Tageszeitungen und Zeitschriften Kataloniens. Villarós Texte greifen zumeist andorranische oder katalanische Themen auf. Einzelne Romane, wie etwa Blau de Prússia, wenden sich deutlich dem Genre der Kriminalliteratur zu. Bei der Frankfurter Buchmesse 2007 war er Mitglied des andorranischen Autorenteams vor Ort.

## Werke

### Kurzprosa
- 1993 La selva moral, Edicions de la Magrana, Barcelona

### Roman
- 2000 Les ànimes sordes, Edicions de la Magrana, Barcelona
- 2003 Obaga, Edicions de la Magrana, Barcelona
- 2003 L’any dels francs, Columna, Barcelona
- 2006 Blau de Prússia, Columna, Barcelona

### Essay und Feuilleton
- 1996 La Casa de la Vall, Govern d’Andorra, Andorra la Vella
- 1998 Els quatre pilans, Edicions de la Magrana, Barcelona

## Auszeichnungen
- 1994 Memorial Anna Dodas für La selva moral
- 2003 Premi Nèstor Luján für den Historischen Roman L’any dels francs
- 2006 Premi Carlemany für Blau de Prússia